# Moskvitch 2142
El Moskvitch 2142 es un coche producido por la división Moskvitch de AZLK entre los años 1998 y 2002.
Existieron 3 versiones de esta línea de coches: el Knjaz Vladimir, el Ivan Kalita y el Duet, introducido varios años después. El Knjaz Vladimir era más barato que el Kalita, ambos sedanes. El duet era un coche coupé mucho más compacto de dos puertas basado en la carrocería del Knjaz Vladimir y el Ivan Kalita. Unos cuantos años después de la creación del Duet, salió a la venta el Duet II, con modificaciones en la parte delantera.
Todos los modelos 2142 fueron equipados con motores Renault. Cuando la compañía cayó en bancarrota para el 2002, la producción de estos automóviles terminó y la fábrica fue abandonada.